# Philip Mazzei
Philip Mazzei, numele la naștere Filippo Mazzei (pronunțat mat-sei), dar uneori citat incorect ca Philip Mazzie (n. 25 decembrie 1730 – d. 19 martie 1816) a fost un doctor italian și un promotor al libertății. Considerat unul din Founding Fathers ai Statelor Unite ale Americii și un prieten apropiat a lui Thomas Jefferson, Mazzei a acționat ca un agent în procesul de intermediere a cumpărării de arme pentru Virginia în timpul American Revolutionary War.

## Biografie
Mazzei s-a născut ca Filippo Mazzei în Poggio a Caiano din Italia. A studiat medicina la Florența și a apracticat atât în Italia cât și în Orientul Mijlociu pentru o bună perioadă de timp, după care s-a mutat la Londra, în 1755, pentru a schimba cariera cu cea de impotator. În timpul șederii la Londra i-a cunoscut îndeapraope pe americanii Benjamin Franklin și Thomas Adams⁠(d) din Virginia, care l-au convins să se implice în Revoluția americană.

## Tributul unui președinte
Contribuțiile sale semnificative au fost menționate de președintele american John F. Kennedy în cartea sa A Nation of Immigrants⁠(d) (în română, O națiune de imigranți, în care afirmă
| “ | The great doctrine 'All men are created equal' incorporated into the Declaration of Independence by Thomas Jefferson, was paraphrased from the writing of Philip Mazzei, an Italian-born patriot and pamphleteer, who was a close friend of Jefferson). A few alleged scholars try to discredit Mazzei as the creator of this statement and idea, saying that "there is no mention of it anywhere until after the Declaration was published". This phrase appears in Italian in Mazzei's own hand, written in Italian, several years prior to the writing of the Declaration of Independence. Mazzei and Jefferson often exchanged ideas about true liberty and freedom. No one man can take complete credit for the ideals of American democracy. | ” |

ceea ce se poate traduce în română prin
| “ | Marea doctrină 'Toți oamenii sunt creați egali' încorporată în Declarația de independență [a Statelor Unite] de către Thomas Jefferson, a fost parafrazată din scrierile lui Philip Mazzei, un patriot și pamfletar american născut în Italia, prieten apropiat a lui Jefferson. Un anumit număr [de oameni] au încercat să-l discrediteze pe Mazzei ca autor al idei și [celebrei] remarci, spunând că "nu există niciunde vreo menționare [a sa] până la publicarea Declarației". Formularea apare în italiană scrisă de Mazzei însuși, cu câțiva ani înainte de scrierea Declarației de independență. Mazzei și Jefferson au schimbat adesea idei despre adevarata libertate. Nici un [singur] om nu poate primi credit integral pentru idealurile democrației americane. | ” |

## Scrierile lui Mazzei

#### În limba franceză
- Filippo Mazzei - Recherches Historiques et Politiques sur les Etats-Unis de l'Amérique Septentrionale – Cercetări istorice și politice privind Statele Unite le Americii de Nord – în patru volume
- Filippo Mazzei și Stanisław August Poniatowski - Lettres de Philippe Mazzei et du roi Stanislas-Auguste de Pologne – Scrisorile dintre Philippe Mazzei și regele Stanislas-Auguste al Poloniei – Roma - Istituto storico italiano per l'età moderna e contemporanea, 1982

#### În limba italiană
- Filippo Mazzei: Memorie della vita e delle peregrinazioni del fiorentino Filippo Mazzei. a cura di Gino Capponi, Lugano, Tip. della Svizzera Italiana, 1845 - 1846, 2 volumes
- Filippo Mazzei:Del commercio della seta fatto in Inghilterra dalla Compagnia delle Indie Orientali (manoscritto inedito di Filippo Mazzei – 1769) a cura di Silvano Gelli, Poggio a Caiano, Comune di Poggio a Caiano, 2001.

### Cărți sau ediții îngrijite deMargherita Marchione⁠(d)

#### În limba limba engleză
- Philip Mazzei: My Life and Wanderings, ed. Margherita Marchione American Institute of Italian Studies, Morristown, NJ, 1980, 437pp. Translation in English of Mazzei's autobography
- Philip Mazzei: Selected Writings and Correspondence:

- Vol. I - Virginia's Agent during the American Revolution, XLVIII, 585pp.;
- Vol. II - Agent for the King of Poland during the French Revolution, 802pp.;
- Vol. III - World Citizen, 623pp.

Cassa di Risparmi e Depositi, Prato, 1983.
- Marchione Margherita: Philip Mazzei: Jefferson's "Zealous Whig", American Institute of Italian Studies, Morristown, NJ, 1975, 352pp.
- Marchione Margherita: The Adventurous Life of Philip Mazzei - La vita avventurosa di Filippo Mazzei (bilingue inglese - italiano), University Press of America, Lanham, MD, 1995, 235pp.
- Marchione Margherita:The Constitutional Society of 1784, Center for Mazzei Studies, Morristown, NJ, 1984, 49pp.
- Marchione Margherita, Philip Mazzei: World Citizen (Jefferson's "Zealous Whig"), University Press of America, Lanham, MD, 1994, 158pp.

#### În limba limba italiană
- Filippo Mazzei: Scelta di scritti e lettere:

- Vol.I: 1765-1788. Agente di Virginia durante la rivoluzione americana; pp.XLVII-582
- Vol.II:1788-1791. Agente del Re di Polonia durante la Rivoluzione Francese; pp. XVI-703,XVII-633
- Vol.III: 1792-1816. Cittadino del Mondo; pp.XVII-633

Prato, 1984, Ediz.del Palazzo per Cassa di Risparmi e Depositi di Prato.
- Marchione Margherita: Istruzioni per essere liberi ed eguali, Cisalpino-Gogliardica, Milan, 1984, 160pp
- Marchione Margherita: The Adventurous Life of Philip Mazzei - La vita avventurosa di Filippo Mazzei (bilingue inglese - italiano), University Press of America, Lanham, MD, 1995, 235pp.

## Alte cărți despre Mazzei

#### În limba engleză
- Biaggi, Mario: An Appreciation of Philip Mazzei - an Unsung American Patriot, in CONGRESSIONAL RECORD Washington, D.C., 12 septembrie 1984
- Conover Hunt-Jones: Dolley and the "great little Madison" Washington, D.C., 1977
- Di Grazia, Marco: Philip Mazzei, a hero of American independence. Illustrations and cover Marcello Mangiantini, translation Miranda MacPhail Tuscan Regional Government, Poggio a Caiano. nessuna data, circa 1990, 52p
- Gaines, William H.: Virginia History in Documents 1621-1788, Virginia State Library, Richmond, 1974
- Garlick, Richard Jr: Philip Mazzei, Friend of Jefferson: His Life and letters, Baltimore-London-Paris, The Johns Hopkins Press-Humphrey Nilfort Oxford University Press – Société d’Editions Les Belles Lettres, 1933
- Garlick, Richard Jr: Italy and the Italians in Washington's time,  New York Arno Press, 1975,1933
- Guzzetta, Charles: Mazzei in America, in DREAM STREETS - THE BIG BOOK OF ITALIAN AMERICAN CULTURE, Lawrence DiStasi editor, Harper & Row, New York, 1989
- Kennedy, John F.: A Nation of Immigrants⁠(d), Harper & Row, New York, 1964
- Lippucci, Mary Theresa: The correspondence between Thomas Jefferson and Philip Mazzei, 1779-1815.
- Malone, Dumas (editor): Dictionary of American Biography, VOL. VI, Charles Scribner's Sons, New York, 1933
- Marraro, Howard R.: An Unpublished Jefferson Letter to Mazzei, Italica, Vol. 35, No. 2 (Jun., 1958), pp. 83–87
- Marraro, Howard R.: Jefferson Letters Concerning the Settlement of Mazzei's Virginia Estate, The Mississippi Valley Historical Review, Vol. 30, No. 2 (Sep., 1943), pp. 235–242
- Marraro, Howard R.: Philip Mazzei - Virginia's Agent in Europe, New York Public Library, 1935
- Marraro, Howard Rosario: Philip Mazzei and his Polish friends sn,1944?
- Sammartino, Peter: The Contributions of Italians to the United States before the Civil War : a conference to celebrate the 250th anniversary of the birth of Philip Mazzei, Washington, D.C., April 18-20, 1980, Washington, D.C., National Italian American Foundation, 1980.
- Schiavo, Giovanni Ermenegildo: Philip Mazzei : one of America's founding fathers, New York : Vigo Press, 1951

#### În limba italiană
- AA.VV., Dalla Toscana all’America: il contributo di Filippo Mazzei, Poggio a Caiano, Comune di Poggio a Caiano, 2004.
- Becattini Massimo, Filippo Mazzei mercante italiano a Londra (1756-1772), Poggio a Caiano, Comune di Poggio a Caiano, 1997.
- Bolognesi Andrea, Corsetti Luigi, Di Stadio Luigi: Filippo Mazzei mostra di cimeli e scritti, catalogo della mostra a cura di, Poggio a Caiano, palazzo Comunale, 3-25 luglio 1996, Comune di Poggio a Caiano, 1996.
- Camajani Guelfo Guelfi,Filippo Mazzei : un illustre toscano del Settecento : medico, agricoltore, scrittore, giornalista, diplomatico, Firenze, Associazione Internazionale Toscani nel Mondo, 1976.
- Ciampini Raffaele, Lettere di Filippo Mazzei alla corte di Polonia (1788-1792),  Bologna : N. Zanichelli, 1937
- Corsetti Luigi, Gradi Renzo: Bibliografia su Filippo Mazzei Avventuriero della Libertà" a cura di, con scritti di Margherita Marchione e Edoardo Tortarolo, Poggio a Caiano, C.I.C Filippo Mazzei - Associazione Culturale "Ardengo Soffici", 1993.
- Di Stadio Luigi, Filippo Mazzei tra pubblico e privato. Raccolta di documenti inediti", a cura di, Poggio a Caiano, Biblioteca Comunale di Poggio a Caiano, 1996.
- Gerosa Guido, Il fiorentino che fece l'America. Vita e avventure di Filippo Mazzei 1730-1916, Milano, SugarCo Edizioni, 1990.
- Gradi Renzo, Un bastimento carico di Roba bestie e uomini in un manoscritto inedito di Filippo Mazzei, Poggio a Caiano, Comune di Poggio a Caiano, 1991.
- Gradi Renzo, Parigi: luglio 1789. Scritti e memorie del fiorentino Filippo Mazzei, a cura di, Comune di Poggio a Caiano, 1989.
- Gullace Giovanni, Figure dimenticate dell'indipendenza americana, Filippo Mazzei e Francesco Vigo, Roma : Il Veltro, 1977.
- Masini Giancarlo, Gori Iacopo, L'America fu concepita a Firenze, Firenze : Bonechi, 1998
- Tognetti Burigana Sara, Tra riformismo illuminato e dispotismo napoleonico; esperienze del "cittadino americano" Filippo Mazzei, Roma, Edizioni di Storia e letteratura, 1965.
- Tortarolo Edoardo, Illuminismo e Rivoluzioni. Biografia politica di Filippo Mazzei, Milano, Angeli, 1986.
- Witold Łukaszewicz, Filippo Mazzei, Giuseppe Mazzini; saggi sui rapporti italo-polacchi., Wroclaw, Zakład Narodowy im. Ossolińskich, 1970.